# Metaxyonycha elegans
Espèce
Synonymes
Colaspis elegans  (Lefèvre, 1883)
Metaxyonycha elegans est une espèce de coléoptères de la famille des Chrysomelidae et de la sous-famille des Eumolpinae. Elle est originaire de São Paulo, au Brésil. 
Le nom Colaspis elegans figure dans la liste de synonymes de Jan Bechyné de 1953 (noté "> Maecolaspis") et sur celle de 1968 où il est noté "Brasil, S. Paulo: Anhangai, xii. 1926 (R. Spitz, Dept. Zoo., S. Paulo)". 